# Dolors Calvet i Puig
Maria Dolors Calvet i Puig (Sabadell, 11 d'abril de 1950) és una urbanista, periodista, feminista i política catalana. És llicenciada en Ciències de la Informació per la UAB i doctora per la Universitat Politècnica de Catalunya. Va ser diputada en les primeres corts espanyoles de 1977 i, doncs, una de les mares de la Constitució, a més de ser l'única dona parlamentària que participà en la Comissió dels Vint –encarregada de redactar el text de l'Estatut d'Autonomia de Catalunya de 1979– i diputada de la primera legislatura al Parlament de Catalunya.

## Militància política
A començament dels anys 1970 va anar a viure a l'Hospitalet de Llobregat, on va organitzar el comitè local del PSUC i va participar en un viatge a Itàlia per tal de reclamar solidaritat i suport als processats en el Procés 1.001. El 1974 fou una de les revitalitzadores de l'Associació de Dones Universitàries –vinculada al PSUC– i el novembre del mateix any formà de la delegació del PCE-PSUC que participà en la Conferència dels Partits Comunistes dels Països Capitalistes d'Europa sobre la condició femenina, celebrada a Roma. Poc després fou nomenada membre dels Comitès Central i Executiu del PSUC. Fou una de les impulsores de la Comissió del PSUC per a l'Alliberament de la Dona, que des del IV Congrés del partit (juny de 1977) esdevingué Comissió del Comitè Central. També participà en les reunions de l'Associació dels Amics de les Nacions Unides per tal de celebrar l'Any Internacional de la Dona (1975) i va ser membre de la Comissió Organitzadora de les I Jornades Catalanes de la Dona de 1976. Ha estat corresponsal d'El Noticiero Universal, l'Avui i La Vanguardia i redactora de la revista Arreu.
El 8 de març de 1976 va participar en l'organització de la manifestació davant la presó de dones de Barcelona per demanar l'abolició de la legislació discriminatòria contra les dones i l'expulsió de l'orde de les Cruzadas Evangélicas que administrava la presó, així com mesures efectives per rehabilitar les dones empresonades. La manifestació es va repetir el mateix dia de 1977 i fou dissolta per la policia amb mànegues d'aigua.

## Càrrecs públics
A les eleccions generals espanyoles de 1977 fou elegida diputada pel PSUC a la circumscripció de Barcelona i formà part, entre d'altres, de la comissió d'Obres Públiques i Urbanisme, de la comissió especial de Medi Ambient i dels Problemes de la Tercera Edat del Congrés dels Diputats. També fou membre del Consell Assessor de Radiotelevisió Espanyola a Catalunya.
Participà en la Comissió dels Vint, encarregada de redactar –al parador de Sau (Masies de Roda)– el text de l'Estatut d'Autonomia de Catalunya de 1979. Posteriorment fou elegida diputada per Barcelona a les eleccions al Parlament de Catalunya de 1980 pel PSUC i fou presidenta de la Comissió de Drets Humans. La seva vinculació al corrent "leninista" l'enfrontà amb la direcció "eurocomunista" del partit i provocà que fos marginada de la direcció i de les llistes electorals. El 1987 tornà a la política activa al costat de l'alcalde Antoni Farrés, com a regidora d'Urbanisme i tinenta d'alcalde de l'Ajuntament de Sabadell (1987-1995). Fruit de la seva gestió, s'impulsà el Pla general d'ordenació urbana, l'Eix Macià –promoció d'habitatges socials i de sòl industrial– i la rehabilitació del centre històric. Fou membre del Consell Comarcal del Vallès Occidental i vicepresidenta de la Comissió de Territori. Encapçalà, com a independent, a les eleccions municipals del 1999, la candidatura unitària Entesa per Sabadell, que va aconseguir 10 regidors, els mateixos que Manuel Bustos, el qual fou escollit alcalde.
Ha estat professora d'Urbanisme i Ordenació del Territori del Departament d'Enginyeria de la Construcció de la UPC i del grup de recerca GIOPACT (Grup d'Igualtat d'Oportunitats en l'Arquitectura, la Ciència i la Tecnologia) i ha col·laborat amb l'Institut Català de les Dones de la Generalitat de Catalunya.

## Obres
- Complejos industriales (2001)
- Introducció Construcció Industrial (2003)
- Guia per al disseny i la implantació d'un pla d'igualtat d'oportunitats als ajuntaments. (2007)

## Premis i reconeixements
- 1988 - Medalla de la Orden Constitucional
- 2015 - Medalla d'honor del Parlament de Catalunya, en categoria d'or, per haver estat una de les primeres vuit diputades de la història del parlamentarisme català (2015)[10]

## Fons personal
El seu fons personal es conserva a l'Arxiu Nacional de Catalunya. El fons aplega la documentació produïda i rebuda per Dolors Calvet, com a resultat de les seves activitats associatives i polítiques en l'àmbit estatal i nacional. Pel que fa a l'activitat personal, conté documentació identificativa i agendes. Aplega també documentació de l'activitat professional com a cap de premsa, principalment, del Col·legi Oficial de Doctors i Llicenciats en Filosofia i Lletres i en Ciències de Catalunya. Inclou esborranys i publicacions d'articles i el testimoni de la seva participació en diverses entitats associatives. Destaca molt considerablement la documentació relativa a la seva activitat com a militant, membre del Comitè Central i càrrec institucional del Partit Socialista Unificat de Catalunya (PSUC) i del Partit Comunista d'Espanya (PCE). El fons aplega la documentació relativa a la seva activitat com a diputada per Barcelona al Congrés espanyol i al Parlament de Catalunya (Comissió de Drets Humans) i com a membre del Consell Assessor de Radiotelevisió Espanyola a Catalunya, així com la seva participació en la redacció de l'Estatut d'Autonomia de Catalunya. Cal destacar pel seu volum i importància la documentació que reflecteix l'activitat de la productora dins el moviment feminista, així com els dossiers informatius sobre la situació de la dona, els partits polítics i la ràdio i televisió. Finalment, el fons inclou publicacions periòdiques i reculls de premsa.